# J. David Jentsch
James David Jentsch (nacido el 9 de abril de 1972) es un neurocientífico estadounidense. Es profesor de psicología de Empire Innovation en la Universidad de Binghamton. Su investigación considera los orígenes neurobiológicos de las psicosis y la adicción. Jentsch recibió el premio AAAS 2011 a la libertad y responsabilidad científicas.

## Primeros años y educación
Jentsch nació el 9 de abril de 1972 en Seguin, Texas. Estudió biología del comportamiento en la Universidad Johns Hopkins. Se trasladó a la Universidad de Yale para realizar sus estudios de posgrado, donde se especializó en neurobiología. Allí trabajó sobre los cambios bioquímicos asociados con el abuso de psicotomiméticos y estimulantes. Completó su investigación doctoral bajo la supervisión de Robert Henry Roth. Jentsch fue un becario postdoctoral en la Universidad de Pittsburgh, donde trabajó en el departamento de neurociencia.

## Investigación y carrera
Jentsch se incorporó a la Universidad de California, Los Ángeles en 2001. Fue promovido a Profesor Asociado en 2007, Director Asociado del Instituto de Investigación del Cerebro y Profesor en 2009. En 2009, Jentsch se despertó y descubrió que activistas de los derechos animales habían bombardeado su coche. El bombardeo fue uno de una serie de ataques contra investigadores de UCLA, criticando el uso de animales por Jentsch en su investigación sobre la esquizofrenia. El verano siguiente, Jentsch recibió varias amenazas violentas de Camille Marino, quien le dijo a Jentsch que la idea de su muerte la divertía "inmensamente". Jentsch fundó UCLA Pro-Test, un grupo que buscaba tratar la supuesta desinformación compartida por activistas por los derechos de los animales y abordar el extremismo violento.
Jentsch fue nombrado profesor "Empire Innovation" de psicología de la Universidad de Binghamton en 2015. Su investigación busca establecer los mecanismos neuronales y genéticos que sustentan la adicción al alcohol y las drogas.
En Binghamton Jentsch recibió una subvención de $11,700,000 del Instituto Nacional sobre el Abuso de Drogas para investigar la adicción a la cocaína y las vías neuronales que pueden hacer que alguien se vuelva adicto. Jentsch está interesado en identificar los genes que pueden predisponer a las personas a la adicción a las drogas, ya que esto puede contribuir a las intervenciones que salvan vidas.
Jentsch es miembro del consejo asesor de la Lifeboat Foundation, una organización sin ánimo de lucro dedicada a la prevención de catástrofes.

## Premios y honores
- Premio a la Enseñanza Distinguida del Departamento de Psicología de la UCLA 2009[12]
- Premio al Servicio Distinguido del Departamento de Psicología de la UCLA 2011
- Premio en memoria de Jacob P. Waletzky de la Sociedad de Neurociencias[13]
- Premio AAAS 2011 a la libertad y responsabilidad científicas[14]
- 2014 Elegido miembro del Colegio Americano de Neuropsicofarmacología[1]
- Premio al Liderazgo de la Asociación de Investigación Biomédica de California 2014[15]

## Publicaciones seleccionadas
- Jentsch, J. David; Roth, Robert H (1 de marzo de 1999). «The Neuropsychopharmacology of Phencyclidine: From NMDA Receptor Hypofunction to the Dopamine Hypothesis of Schizophrenia». Neuropsychopharmacology (en inglés) 20 (3): 201-225. ISSN 0893-133X. PMID 10063482. doi:10.1016/S0893-133X(98)00060-8.
- Jentsch, J. D.; Taylor, J. R. (1 de octubre de 1999). «Impulsivity resulting from frontostriatal dysfunction in drug abuse: implications for the control of behavior by reward-related stimuli». Psychopharmacology (en inglés) 146 (4): 373-390. ISSN 1432-2072. PMID 10550488. doi:10.1007/PL00005483.
- Jentsch, J. David; Redmond, D. Eugene; Elsworth, John D.; Taylor, Jane R.; Youngren, Kenneth D.; Roth, Robert H. (15 de agosto de 1997). «Enduring Cognitive Deficits and Cortical Dopamine Dysfunction in Monkeys After Long-Term Administration of Phencyclidine». Science (en inglés) 277 (5328): 953-955. ISSN 0036-8075. PMID 9252326. doi:10.1126/science.277.5328.953.
- Jentsch, J. David; Tran, Anh; Le, Dung; Youngren, Kenneth D.; Roth, Robert H. (1 de agosto de 1997). «Subchronic phencyclidine administration reduces mesoprefrontal dopamine utilization and impairs prefrontal cortical-dependent cognition in the rat». Neuropsychopharmacology (en inglés) 17 (2): 92-99. ISSN 0893-133X. PMID 9252984. doi:10.1016/S0893-133X(97)00034-1.

## Vida personal
Jentsch es abiertamente gay y forma parte de la organización 500 Queer Scientists. Utiliza las redes sociales, incluido Twitter, para compartir sus investigaciones y experiencias como científico.